# Anas undulata
Anas undulata là một loài chim trong họ Vịt.
Anas undulata có thân dài 51–58 cm, là loài sinh sản có nhiều ở miền nam và miền đông châu Phi.
Nó không phải là loài di cư, nhưng di chuyển trong mùa khô để tìm vùng biển phù hợp. Nó ăn hạt cây và tìm thức ăn chủ yếu là vào buổi tối hoặc vào ban đêm. Nó làm tổ trên thảm thực vật dày đặc gần nước. Mỗi tổ có từ sáu và mười hai trứng.